# Moulay (Mayenne)
Pour l’article homonyme, voir Moulay (Maroc).
Moulay est une commune française, située dans le département de la Mayenne en région Pays de la Loire, peuplée de 977 habitants.
La commune fait partie de la province historique du Maine, et se situe dans le Bas-Maine.

## Géographie

### Communes limitrophes
| Saint-Baudelle  | Mayenne | La Bazoge-Montpinçon |
| Contest         | Moulay  | La Bazoge-Montpinçon |
| Contest, Commer | Commer  | Belgeard, Commer     |

### Climat
Pour des articles plus généraux, voir Climat des Pays de la Loire et Climat de la Mayenne.
En 2010, le climat de la commune est de type climat océanique altéré, selon une étude du CNRS s'appuyant sur une série de données couvrant la période 1971-2000. En 2020, Météo-France publie une typologie des climats de la France métropolitaine dans laquelle la commune est exposée à un climat océanique et est dans la région climatique  Moyenne vallée de la Loire, caractérisée par une bonne insolation (1 850 h/an) et un été peu pluvieux. 
Pour la période 1971-2000, la température annuelle moyenne est de 10,8 °C, avec une amplitude thermique annuelle de 13,7 °C. Le cumul annuel moyen de précipitations est de 819 mm, avec 13,1 jours de précipitations en janvier et 7,4 jours en juillet. Pour la période 1991-2020, la température moyenne annuelle observée sur la station météorologique de Météo-France la plus proche, sur la commune de Mayenne à 4 km à vol d'oiseau, est de 11,7 °C et le cumul annuel moyen de précipitations est de 849,9 mm,. Pour l'avenir, les paramètres climatiques de la commune estimés pour 2050 selon différents scénarios d'émission de gaz à effet de serre sont consultables sur un site dédié publié par Météo-France en novembre 2022.

## Urbanisme

### Typologie
Au 1er janvier 2024, Moulay est catégorisée ceinture urbaine, selon la nouvelle grille communale de densité à sept niveaux définie par l'Insee en 2022.
Elle appartient à l'unité urbaine de Mayenne, une agglomération intra-départementale regroupant quatre  communes, dont elle est une commune de la banlieue,,. Par ailleurs la commune fait partie de l'aire d'attraction de Mayenne, dont elle est une commune de la couronne,. Cette aire, qui regroupe 27 communes, est catégorisée dans les aires de moins de 50 000 habitants,.

### Occupation des sols
L'occupation des sols de la commune, telle qu'elle ressort de la base de données européenne d’occupation biophysique des sols Corine Land Cover (CLC), est marquée par l'importance des territoires agricoles (88,3 % en 2018), en diminution par rapport à 1990 (93,9 %). La répartition détaillée en 2018 est la suivante : 
terres arables (48,9 %), prairies (36,5 %), zones industrielles ou commerciales et réseaux de communication (6,7 %), zones urbanisées (4,9 %), zones agricoles hétérogènes (2,9 %). L'évolution de l’occupation des sols de la commune et de ses infrastructures peut être observée sur les différentes représentations cartographiques du territoire : la carte de Cassini (XVIIIe siècle), la carte d'état-major (1820-1866) et les cartes ou photos aériennes de l'IGN pour la période actuelle (1950 à aujourd'hui).

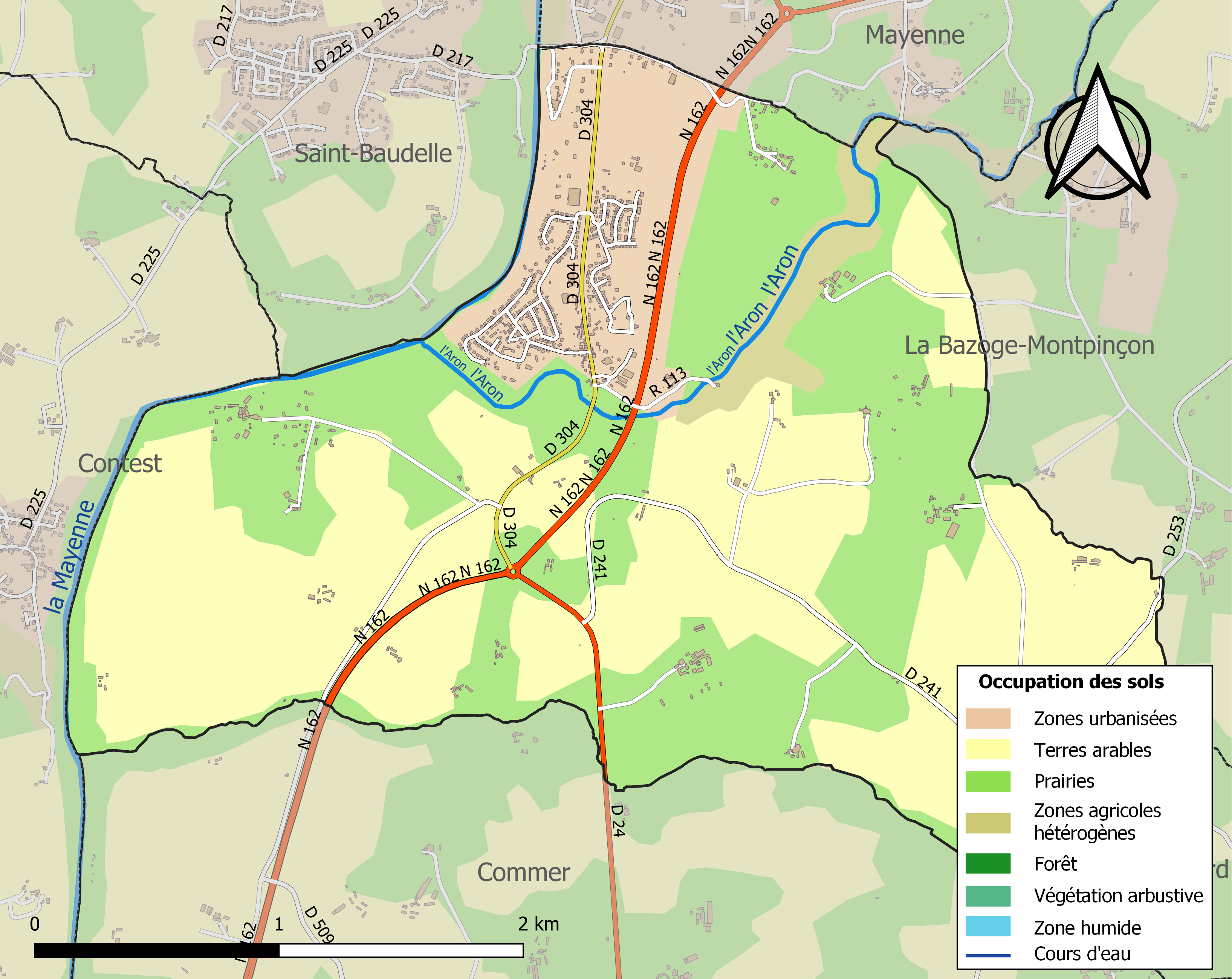
Carte des infrastructures et de l'occupation des sols de la commune en 2018 (CLC).

## Toponymie
Le nom de la localité est attesté sous les formes Dono Auliaco en 642 et Moolay en 1125. Le toponyme pourrait être issu d'un anthroponyme latin ou roman tel que Modulus,.
Le gentilé est Moulaisien.

## Histoire

### Antiquité
Moulay possède un site archéologique exploré entre 2009 et 2011 ; les fouilles ont révélé qu'il s'agissait de l'un des dix plus vastes oppida connus en France ; l'oppidum de Moulay s'étend sur 135 hectares. La ville antique fortifiée a été édifiée entre 121 et 91 avant J.-C..

## Politique et administration
Le conseil municipal est composé de quinze membres dont le maire et quatre adjoints.

## Population et société

### Démographie
L'évolution du nombre d'habitants est connue à travers les recensements de la population effectués dans la commune depuis 1793. Pour les communes de moins de 10 000 habitants, une enquête de recensement portant sur toute la population est réalisée tous les cinq ans, les populations de référence des années intermédiaires étant quant à elles estimées par interpolation ou extrapolation. Pour la commune, le premier recensement exhaustif entrant dans le cadre du nouveau dispositif a été réalisé en 2006.
En 2022, la commune comptait 977 habitants, en évolution de +1,88 % par rapport à 2016 (Mayenne : −0,73 %, France hors Mayotte : +2,11 %).
| 1793 | 1800 | 1806 | 1821 | 1831 | 1836 | 1841 | 1846 | 1851 |
| ---- | ---- | ---- | ---- | ---- | ---- | ---- | ---- | ---- |
| 538  | 495  | 544  | 545  | 596  | 593  | 566  | 574  | 582  |

| 1856 | 1861 | 1866 | 1872 | 1876 | 1881 | 1886 | 1891 | 1896 |
| ---- | ---- | ---- | ---- | ---- | ---- | ---- | ---- | ---- |
| 563  | 633  | 607  | 543  | 494  | 483  | 475  | 450  | 422  |

| 1901 | 1906 | 1911 | 1921 | 1926 | 1931 | 1936 | 1946 | 1954 |
| ---- | ---- | ---- | ---- | ---- | ---- | ---- | ---- | ---- |
| 397  | 367  | 371  | 304  | 294  | 300  | 326  | 339  | 303  |

| 1962 | 1968 | 1975 | 1982 | 1990 | 1999 | 2006 | 2011 | 2016 |
| ---- | ---- | ---- | ---- | ---- | ---- | ---- | ---- | ---- |
| 316  | 297  | 605  | 883  | 919  | 907  | 922  | 990  | 959  |

| 2021 | 2022 | - | - | - | - | - | - | - |
| ---- | ---- | - | - | - | - | - | - | - |
| 981  | 977  | - | - | - | - | - | - | - |

## Lieux et monuments

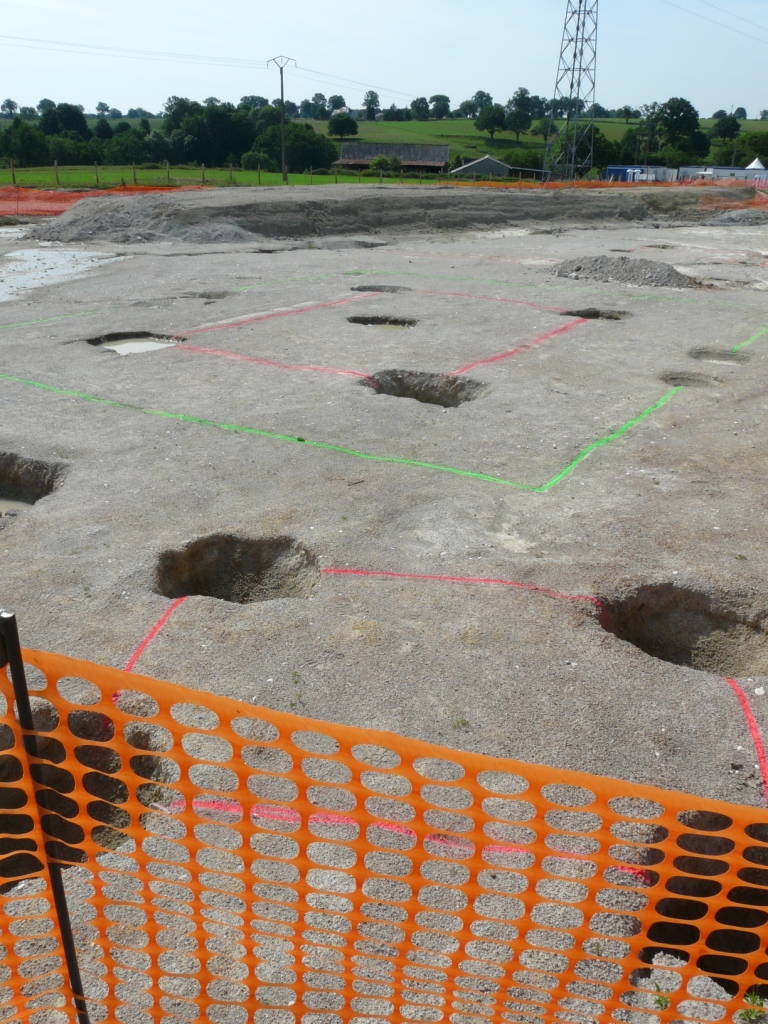
L'oppidum en cours de fouille.

- Camp gaulois (oppidum), datant de 100 av. J.-C.. Le rempart principal fait l'objet d'une inscription au titre des Monuments historiques depuis le 26 mai 1986[26].
- Église Saint-Martin du XIIe siècle.
- Château du Bas Mont du XVIIe siècle.
- Viaduc sur l'Aron.
- Écluse Saint-Baudelle[27].

## Activité et manifestations

### Sports
Le club Moulay Sports fait évoluer une équipe de football en division de district.

## Personnalités liées à la commune
- Simon de Heemsce, et son frère David de Heemsce, peintres, spécialistes du vitrail du XVIe, d'origine flamande, installés à la Bretonnière.
- Jean-Luc Pouteau (né en 1945 à Moulay), sommelier.